# Plama lęgowa

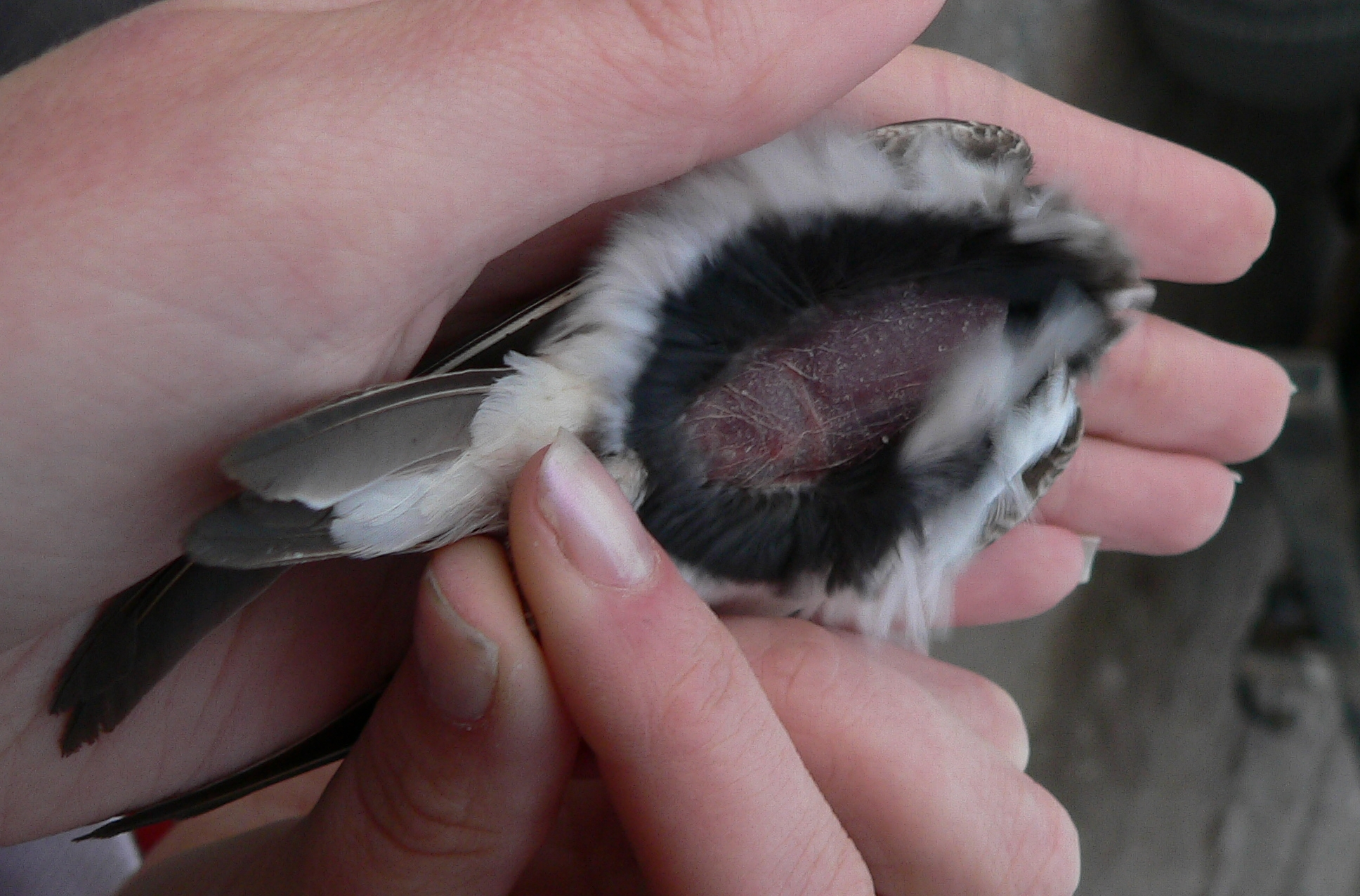
Plama lęgowa u jaskółki brzegówki

Plama lęgowa (area incubationis) – nieopierzone miejsce na brzuchu ptaków lęgowych, pojawiające się na czas sezonu lęgowego, które jest bardzo dobrze ukrwione i służy do inkubacji jaj. Umożliwia przeniesienie ciepła wylęgującego ptaka bezpośrednio na skorupę, unikając izolującego działania piór. Niektóre gatunki mają jedną plamę (np. jastrzębie, gołębiowate, wiele śpiewających), inne dwie (np. siewkowce, alki, wydrzyki) lub trzy (np. mewy). Specyficzną plamę lęgową mają pingwiny niegniazdujące, tj. pingwin cesarski i królewski, u których jest ona przykryta fałdem skóry. Z kolei niektóre ptaki jej nie mają w ogóle, ogrzewając jaja stopami (wielu przedstawicieli pełnopłetwych, z rodzin takich jak pelikanowate, głuptakowate czy kormoranowate) lub nie ogrzewając ich samodzielnie (np. pasożyty lęgowe).